# Long Island (Nuova Zelanda)
Long Island è un nome assegnato ad alcune isole della  Nuova Zelanda.

## Long Island (Nuova Zelanda)

### Long Island (Queen Charlotte Sound)
Long Island è situata all'ingresso della Queen Charlotte Sound, a nord dell'Isola del Sud, vicino all'isola Kokomohua.

#### Geografia
Latitudine: 41°4'0"S

Longitudine: 173°48'0"E

### Long Island (Baia di Elaine)
Long Island è situata nella baia di Elaine, a nord dell'Isola del Sud.

#### Geografia
Latitudine: 41°7'0"S

Longitudine: 174°16'0"E

### Long Island (Mare di Tasman)
Long Island è situata nel Mare di Tasman, a sud-ovest dell'Isola del Sud.

#### Geografia
Latitudine: 45°46'0"S

Longitudine: 166°40'0"E

Altitudine massima: 102 m

### Long Island (Mare di Tasman)
Long Island è situata nel Mare di Tasman, a sud-ovest dell'Isola del Sud, leggermente più a sud della precedente.

#### Geografia
Latitudine: 46°6'0"S

Longitudine: 166°41'0"E

Altitudine massima: 83 m

### Long Island (Isola Stewart)
La Long Island è un'isola a sud dell'isola Stewart.

#### Geografia
Latitudine: 46°13'0"S

Longitudine: 167°24'0"E

Altitudine massima: 1 m